# Mk19 (lance-grenades)
Le Mk.19 est un lance-grenades automatique américain de 40 mm, alimenté par bande de munitions.
Il entra en service dans l'armée américaine au cours de la guerre froide, ayant vu les combats pour la première fois pendant la guerre du Vietnam. Il est encore en service de nos jours.

## Caractéristiques

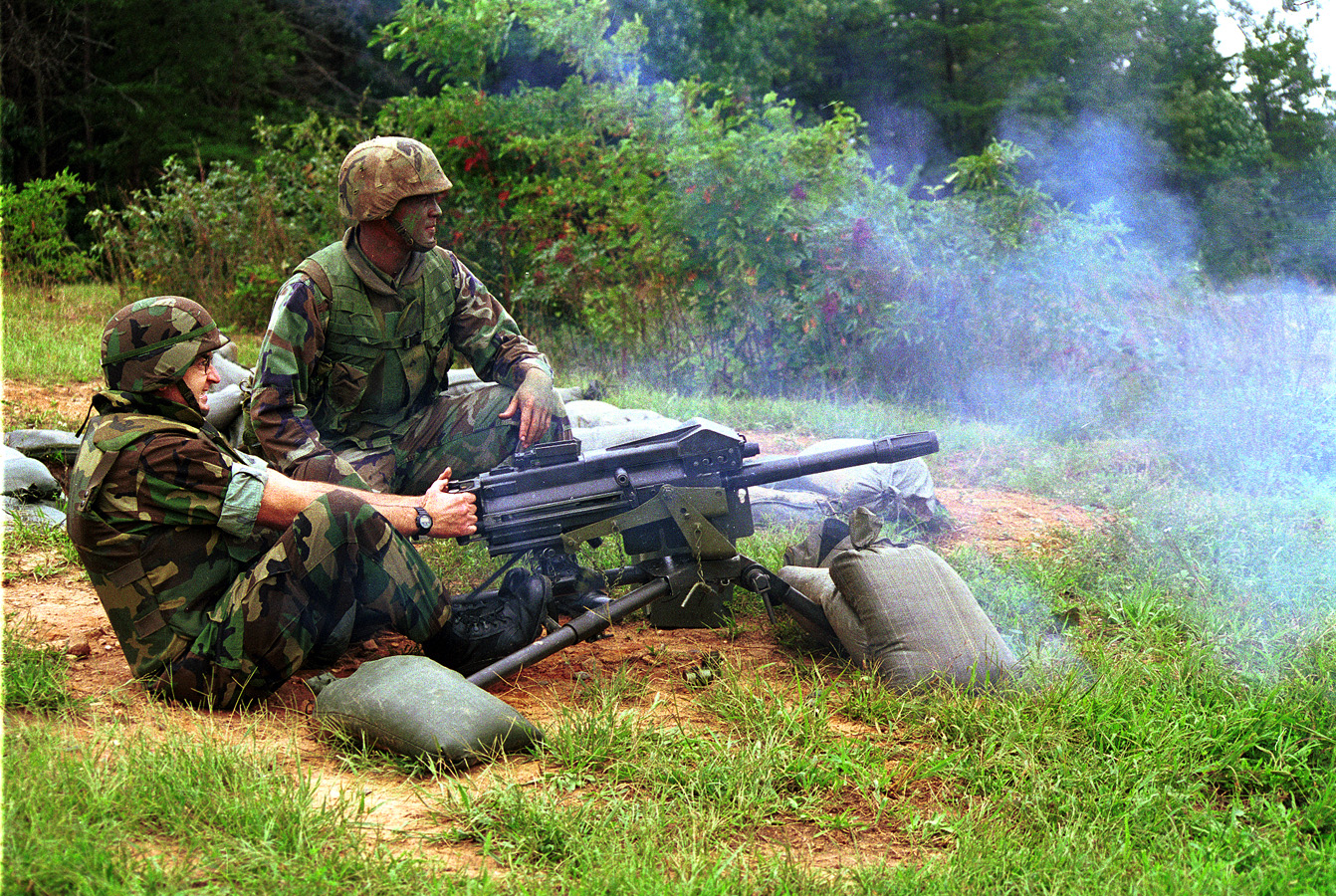
Un marine américain tire au lance-grenades Mk.19 à Quantico, Virginie, en septembre 2000.

Le Mk.19 est une arme automatique à emprunt de gaz, refroidie par air et alimentée par bande de munitions, nécessitant d'être servie par un équipage. Il a remplacé l'ancien système Mk.18 Mod.0 (en), un lance-grenades multiple à manivelle.
Il est conçu pour ne pas surchauffer, évitant au maximum des phénomènes d'auto-allumage des cartouches par transfert de chaleur (cook-off). Il tire des grenades de 40 mm à une cadence cyclique de 325 à 375 coups par minute, ce qui donne une cadence pratique de 60 coups/min en tir rapide et 40 coups/min en tir soutenu. L'arme fonctionne sur le principe de l'emprunt de gaz, utilisant une partie de la pression de la chambre provenant de chaque coup tiré pour charger et reverrouiller l'arme.
Le Mk.19 est capable de tirer sa grenade à une distance maximale de 2 212 m, même si sa portée efficace réelle se situe plutôt aux alentours des 1 500 m, la mire de visée principale n'étant de toute-manière pas graduée au-delà de 1 500 m. La distance de tir sécurisée la plus faible est de 310 m à l'entrainement, alors qu'elle est ramenée à seulement 75 m en conditions de combats réels. Même si le Mk.19 est équipé d'un pare-flammes en bout de canon, il ne sert qu'à protéger la vue de son utilisateur et ne masque pas la position de l'arme. Pour une utilisation de nuit, un système de vision nocturne AN/TVS-5 (en) peut aussi être fixé.

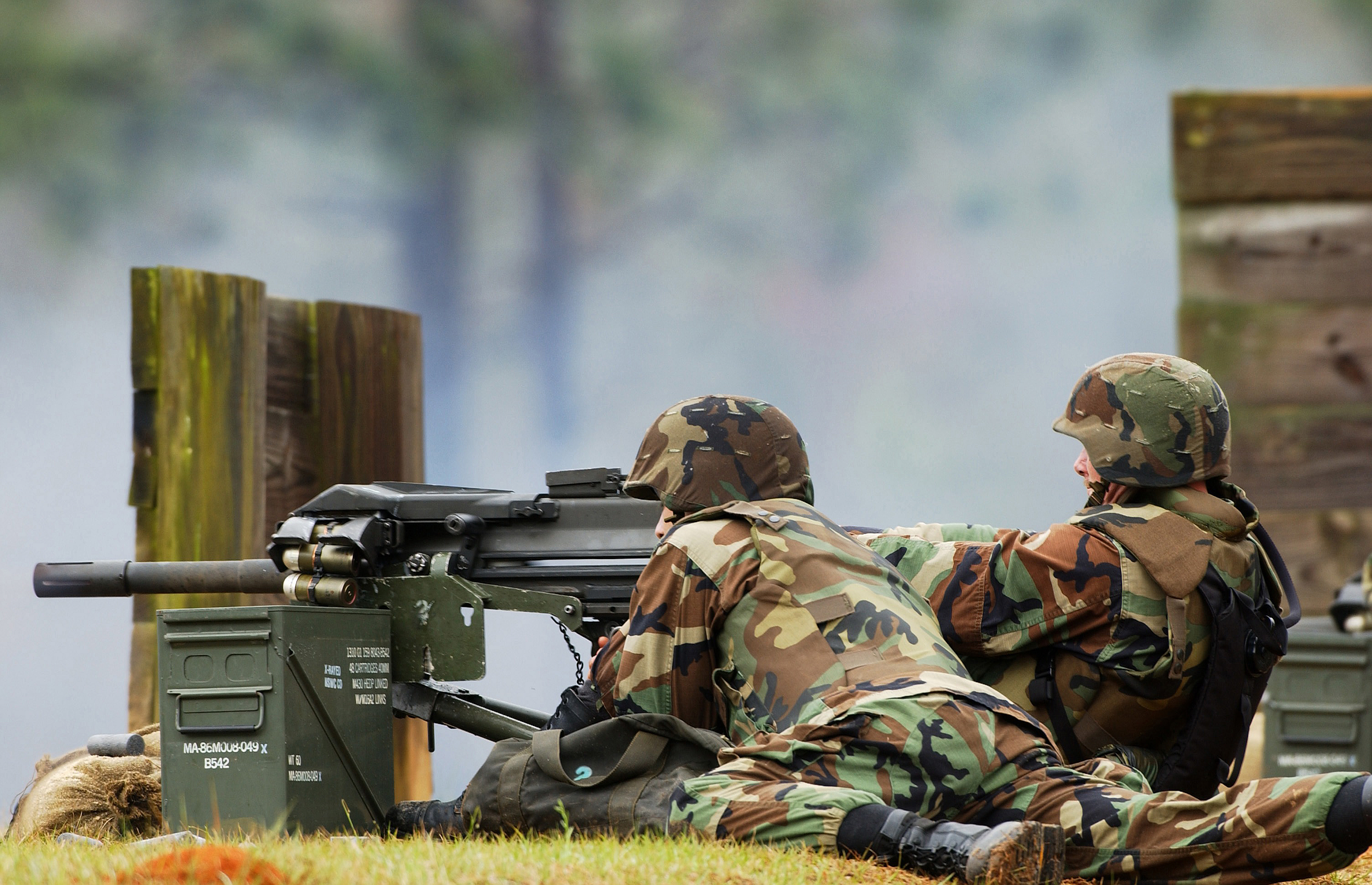
Des marins de l'U.S. Navy tirent à la Mk.19 durant un exercice d'entraînement, en mars 2003.

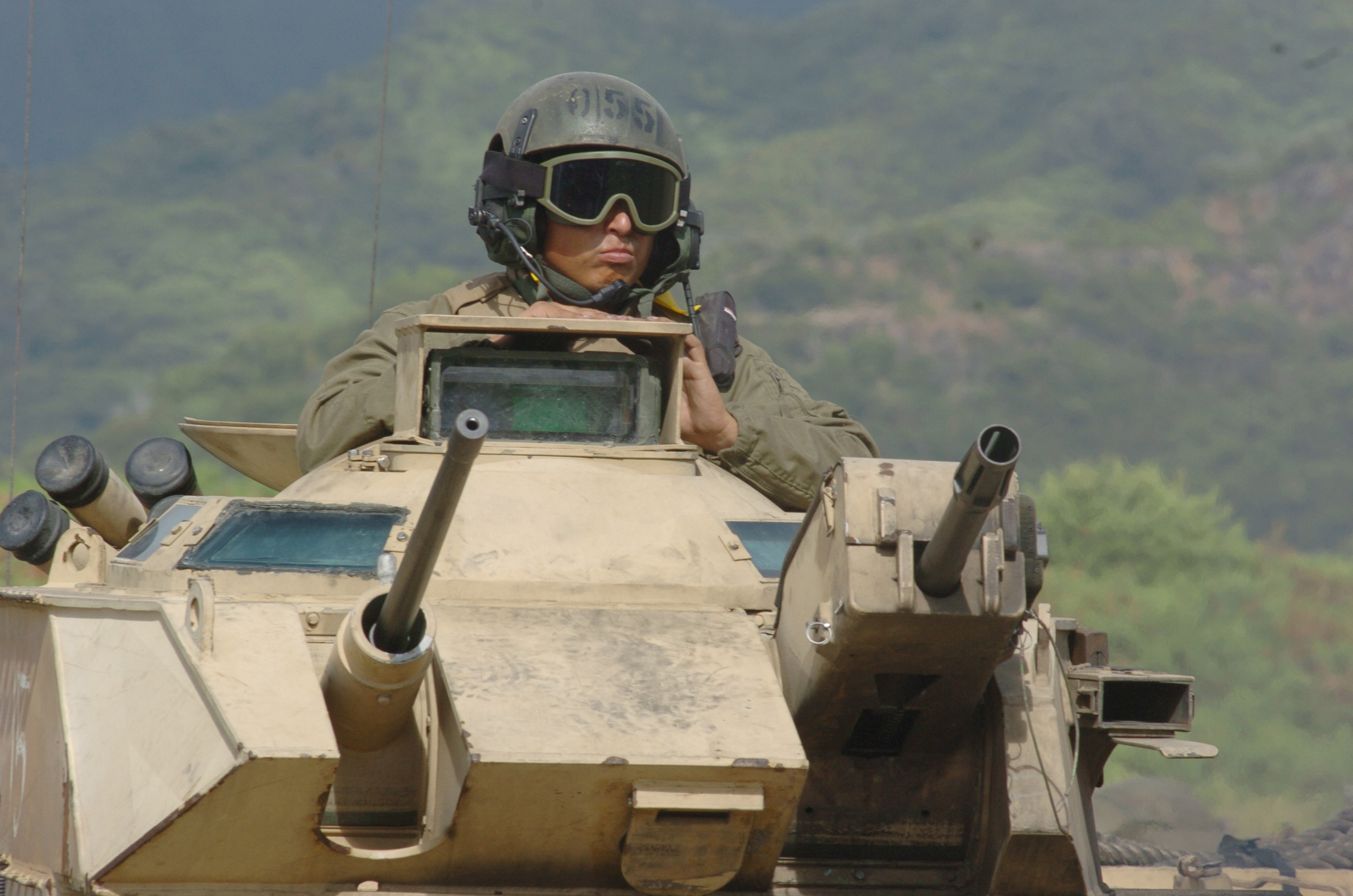
Un Mk.19 monté sur la tourelle d'un véhicule d'assaut amphibie, juin 2005.

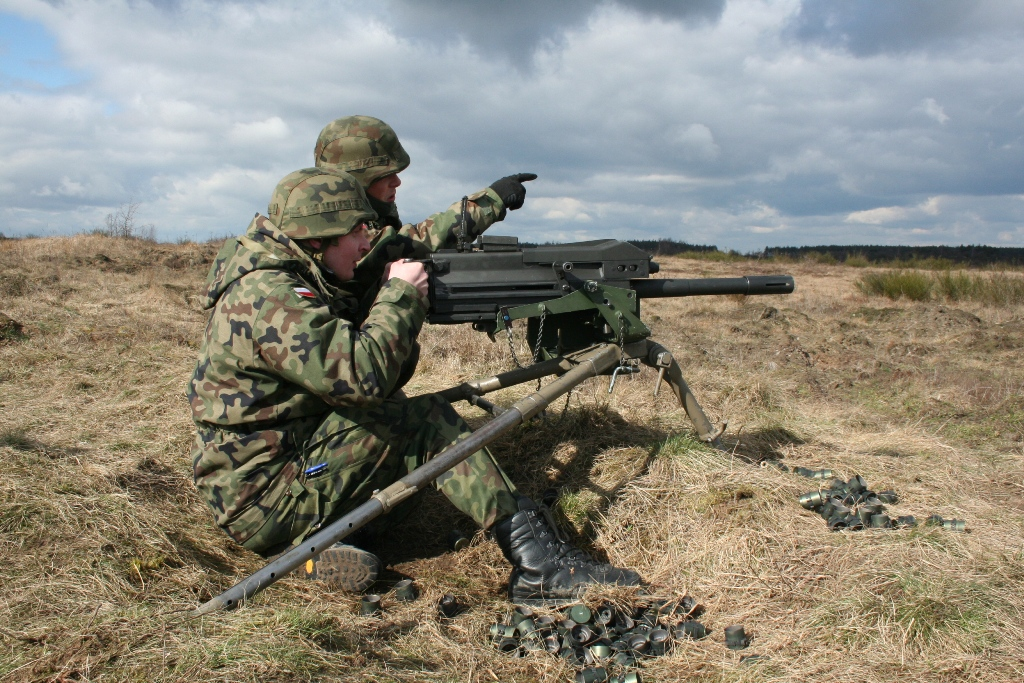
Le Mk.19, en usage dans les forces terrestre Polonaises.

Le Mk.19A est une arme collective portable qui peut tirer à-partir d'un trépied démontable ou d'un support monté sur le toit d'un véhicule, cette dernière solution étant de loin la préférée des soldats, l'arme pesant à elle-seule 32,9 kg.
En raison de son faible recul et de sa masse relativement contenue, le Mk.19 a été adapté pour être utilisé sur de multiples plateformes, des petites embarcations nautiques d'attaque aux véhicules d'assaut rapide (Fast Attack Vehicle) comme les Humvee's, en passant par les véhicules d'assaut amphibie, les Strykers, les Jeep's et une large panoplie d'équipements navals.
Depuis 2006, les forces spéciales des États-Unis ont commencé à le remplacer par le Mk 47 Striker.

## La grenade M430
La munition principale de l'arme est la grenade M430 hautement explosive à double emploi. Au moment de l'impact, elle peut tuer dans un rayon de 5 m et blesser dans un rayon de 15 m. Sur un impact direct (avec un angle exactement perpendiculaire à la surface touchée), elle peut aussi perforer une épaisseur de 5,1 cm (2 pouces) de blindage en acier homogène laminé, ce qui signifie qu'elle peut pénétrer la majorité des véhicules de transport de troupes blindés et autres véhicules de combat d'infanterie. Elle demeure cependant tout particulièrement efficace lorsqu'elle est employée contre les formations d'infanterie.
La munition de 40 mm x 53 mm utilisée n'est pas interchangeable avec celle de 40 mm x 46 mm utilisée par le M-203 équipant certains fusils d'assaut, tels le M-16 ou le Colt M4. La munition du M-203 développe une pression plus faible dans la chambre, ce qui résulte en une vitesse à la bouche plus faible et une portée réduite en comparaison de celle du Mk.19.
Les munitions sont fournies en boîtes contenant une bande de 32 ou 48 grenades, dont la masse est respectivement de 19 kg et 27 kg.

## Fonctionnement
Le Mk.19 fonctionne sur le principe du tir en culasse ouverte. Les cartouches sont amenées mécaniquement sur la face avant de la culasse avec l'action du levier d'armement. Lorsque la détente est pressée, la culasse se ferme (elle se verrouille), et le percuteur est libéré. Le recul du coup tiré pousse le verrou, ce qui amène la prochaine grenade en appui sur la face de la culasse, en même-temps que la douille vide est expulsée par la fenêtre d'éjection.
La production du Mk.19 est dirigée par Saco Defense Industries, qui est maintenant une division de General Dynamics Armament and Technical Products.

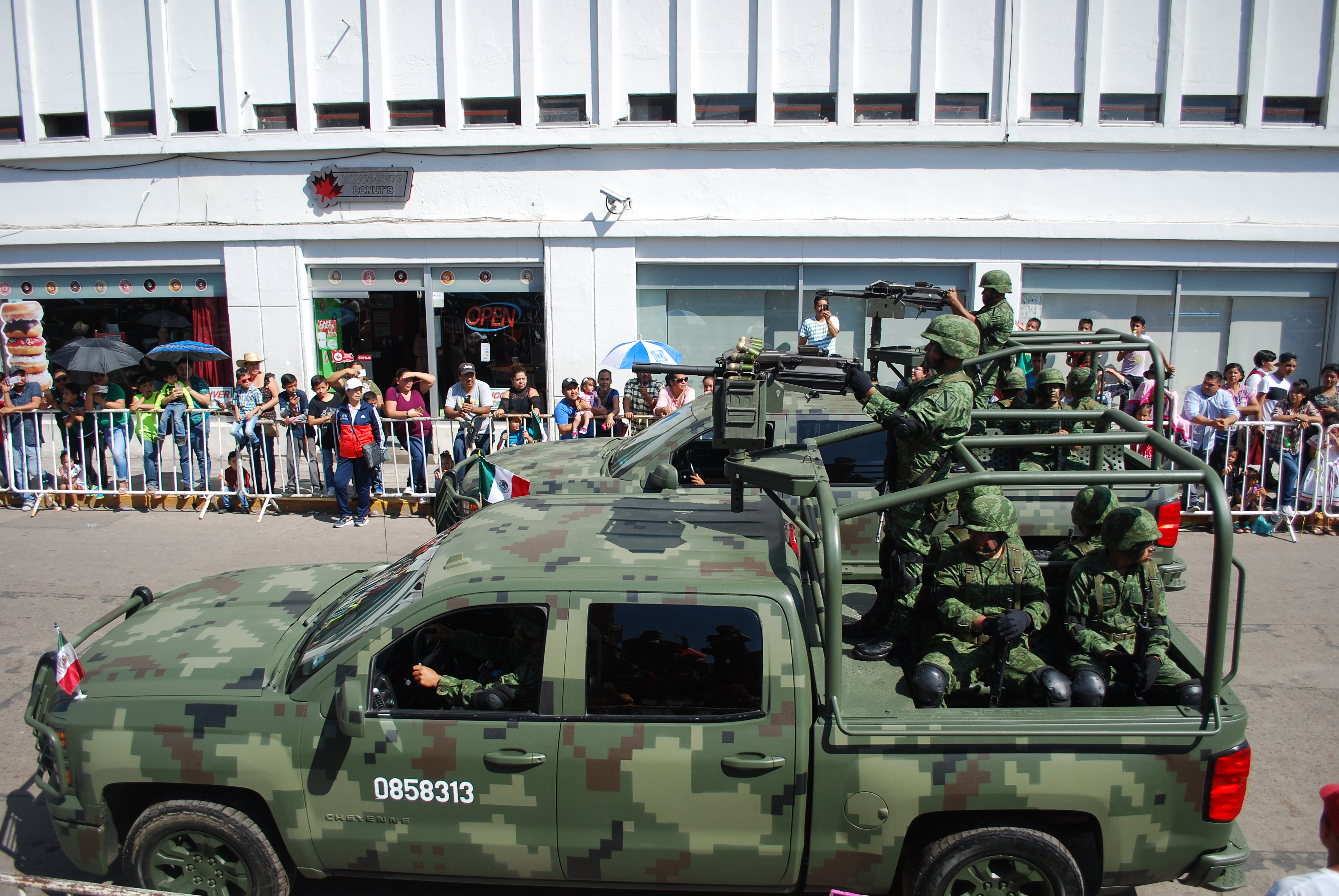
Des Chevrolet Silverado de l'armée mexicaine équipé d'un Mk.19 lors d'un défilé en 2018.

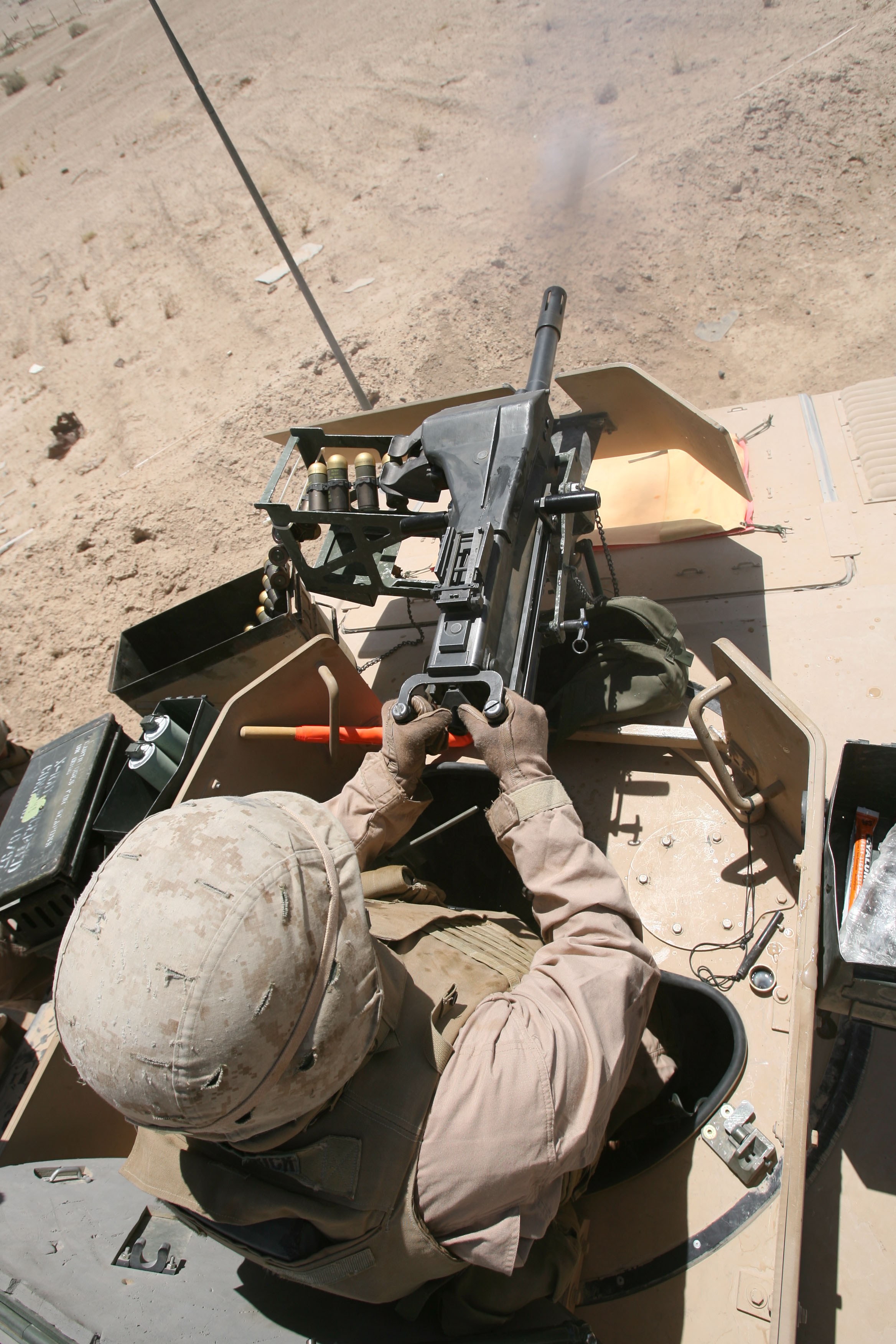
Un soldat des Marines se sert d'un Mk.19 monté sur le toit d'un Humvee, en juin 2006.

Son coût unitaire est de 20 000 $.

## Utilisateurs
General Dynamics a construit, en 2007, environ 35 000 Mk.19 Mod.3 pour une trentaine de clients depuis 1984.
Parmi ces utilisateurs, on peut trouver:
- Argentine : Comando de la Infantería de Marina, Marine argentine [5]
- Australie[6]
- Bangladesh[7]
- Djibouti
- Égypte : Fabriqués localement[8],
- Espagne[6] avec le LAG 40
- Canada
- États-Unis[6] : Actuellement très largement utilisé au sein des forces armées des États-Unis.
- Grèce[9]
- Iran
- Israël[6] : Adopté par les forces de défense de Tsahal (sous le nom de « Maklar », pour « mikla rimonim » ou « mitrailleuse à grenades »), pour être employé dans l'infanterie et les unités mécanisées. Auparavant, Le Mk.19 était fabriqué localement[8].
- Jordanie
- Liban[10],[11]
- Malaisie[6]
- Mexique[6] : utilisés de manière intensive dans la Guerre de la drogue au Mexique.
- Pakistan : utilisés par l'armée du Pakistan[12].
- Philippines
- Pologne : la plupart sont utilisés par les troupes polonaises en Afghanistan.
- Ukraine[13], dont certains montés sur des technicals[14]
- Suède : désignés « Grsp 92 »[6]. Utilisés par les Kustjägarna and Amfibiebataljonen[15] et aussi par le 31e battaillon parachutiste (Luftburna bataljonen)[16].
- Taïwan[17]
- Thaïlande
- Turquie : armée turque et forces spéciales turques[18],[19]

## Conflits
- Guerre du Viêt Nam
- Guerre du Golfe (1990-1991)[17]
- Guerre d'Afghanistan (depuis 2001)
- Troisième guerre du Golfe
- Conflit israélo-libanais de 2006
- Conflit Turquie-PKK[18]
- Guerre de la drogue au Mexique
- Invasion de l'Ukraine par la Russie

## Culture Populaire
- L'arme est présente dans le jeu vidéo Call of Duty 4: Modern Warfare.
- L'arme est présente dans le jeu Fallout 76 .